# Ивиса (футбольный клуб)
«И́виса» — испанский футбольный клуб из города Ивиса на Балеарских островах.

## История
«Ивиса» была основана в 2015 году с целью заменить клуб «Ивиса-Эивисса», который провёл два сезона в Сегунде B. В июне 2017 года клуб перешёл в дивизион Терсера, перед этим проведя два сезона в региональной лиге.
7 августа 2018 года после того, как Королевская испанская футбольная федерация заблокировала участие клуба «Лорка» в Сегунде B, «Ивиса» выплатила долги клуба и добилась административного повышения до третьего уровня.
В сезоне 2019/20 клуб впервые участвовал в Кубке Испании. В этом турнире «Ивиса» дошла до 1/16 финала, победив «Понтеведру» и «Альбасете» и уступив «Барселоне» со счётом 1:2. В следующем сезоне повторила результат в кубке: обыграла «Компостелу» и «Сельту», уступив «Атлетику» из Бильбао.
23 мая 2021 года «Ивиса» впервые в истории вышла в Сегунду, победив клуб «УКАМ Мурсия» в последнем матче плей-офф.

## Стадион
«Ивиса» играет на муниципальном стадионе «Кан Миссес», открытом в 1991 году и вмещающем 10 000 зрителей. В настоящее время[какое?] вместимость поля уменьшена до 4500 зрителей.

## Официальные лица клуба
| Должность              | Имя                    |
| ---------------------- | ---------------------- |
| Президент              | Амадео Сальво Лильо    |
| Вице-президент         | Абелардо Сальво Лильо  |
| Финансовый директор    | Давид Сальво Лильо     |
| Секретарь              | Эстанислао Гийо Санчес |
| Член совета директоров | Мигель Антон Алькальде |

## Тренеры
- 2015—2017: Хуан «Бути» Ибаньес[1][2]
- 2017: Давид Поррас[3][4]
- 2017—2018: Тони Амор[5][6]
- 2018: Франсиско Руфете[7]
- 2018: Антонио Мендес[8][9]
- 2018—2019: Андрес Палоп[10][11]
- 2019—2020: Пабло Альфаро
- 2020—2021: Хуан Карлос Карседо

## Данные клуба
- 1 сезон во втором дивизионе
- 3 сезона во втором дивизионе B
- 1 сезон в третьем дивизионе
- 2 сезона в региональных лигах
- 2 участия в Кубке Испании

### Титулы

#### Национальные турниры
- Второй дивизион RFEF
  - Чемпион: 2020/2021

#### Региональные турниры
- Чемпионат Ивисы-Форментеры
  - Чемпион: 2016/2017

### Траектория от сезона к сезону
| Время года | Категория                  | Лига | Кубок | Заметки                        |
| ---------- | -------------------------- | ---- | ----- | ------------------------------ |
| 2015/2016  | Чемпионат Ивисы-Форментеры | 4    |       |                                |
| 2016/2017  | Чемпионат Ивисы-Форментеры | 1    |       | Первое повышение в Терсеру     |
| 2017/2018  | Терсера                    | 3    |       | Первое повышение в Сегунду B   |
| 2018/2019  | Сегунда B                  | 6    |       |                                |
| 2019/2020  | Сегунда B                  | 2    | 1/16  | Первое участие в кубке Испании |
| 2020/2021  | Сегунда B                  | 1    | 1/16  | Первое повышение в Сегунду     |
| 2021/2022  | Сегунда                    |      |       |                                |

### Участие в Кубке Испании
| Сезон     | Раунд | Соперник        | Счёт           |  |
| --------- | ----- | --------------- | -------------- |  |
| 2019/2020 | 1/64  | Понтеведра      | 2:0            |  |
| 2019/2020 | 1/32  | Альбасете       | 1:1 (5:3 пен.) |  |
| 2019/2020 | 1/16  | Барселона       | 1:2            |  |
| 2020/2021 | 1/64  | Компостела      | 2:1 (д.в.)     |  |
| 2020/2021 | 1/32  | Сельта          | 5:2            |  |
| 2020/2021 | 1/16  | Атлетик Бильбао | 1:2            |  |